# 盲打
盲打（英語：Touch typing）指稱的行為是：打字的時候不用看鍵盤，看稿打字時的視線不用來回於文稿和鍵盤之間，可使輸入的速度增加，無稿直接輸入時並可邊輸入邊看顯示器較為便利。一般標準的電腦與打字機鍵盤在字母F、J及九宮格數字鍵盤（包括電腦及電話）的數字5會有突點以便於盲打定位之用。
使用羅馬字母的文字要達成盲打較為容易，使用漢字的文字則只能在無稿輸入時一樣簡單。選字頻繁的輸入法，如拼音類（注音、漢語拼音等）由於需耗時間找字，所以幾乎無法看稿盲打，需借由輸入法軟體在智慧型輸入上的設計來提升盲打效率（如：自然輸入法、新酷音輸入法等），雖然已降低了需要選字的機率，但仍然需要一定程度選字。其他如拆字型的輸入法（常見的有正體中文的倉頡、行列、嘸蝦米，简体中文的五笔等）由於少選字，較易盲打，但仍有重码可能。